# Рио II (Пистоја)
Рио II је насеље у Италији у округу Пистоја, региону Тоскана.
Према процени из 2011. у насељу је живело 26 становника. Насеље се налази на надморској висини од 128 м.